# 賀愈
賀愈（1537年—？），字子抑，號文江，山西太原府代州崞縣人，民籍，明朝政治人物。同進士出身。

## 生平
嘉靖四十三年（1564年）甲子科山西鄉試第九名舉人，隆慶五年（1571年）中式辛未科會試第三百三十一名，三甲第五十五名進士。户部觀政，授咸阳知县，萬曆四年（1576年）升工部主事，六年终养，丁憂。九年復除本部，十二年升员外郎、升郎中，十三年官至陝西臨洮府知府。十五年降用。

## 家族
曾祖賀璠，知縣；祖父賀職，歲貢生；父賀繼遠，母郭氏。慈侍下。子賀多寿，邑庠生。父母相继殁，庐墓数载，有白兔往来、青苗双穗之应。巡按徐公上其事，御賜“純孝”二字，建坊旌其閭。